# Компанија Хадсон Беј
Компанија Хадсон Беј (енгл. Hudson's Bay Company, фр. Compagnie de la Baie d'Hudson) је малопродајна пословна група у америчком власништву. Као посао трговине крзном током већег дела свог постојања, КХБ сада поседује и управља малопродајним објектима у Канади и Сједињеним Државама. Друштво Хaдсоновог залива, најстарије је северноамеричко дeоничaрско друштво, и једна од најстаријих трговачких организација на енглеском говорном подручју која делује до данас.
Компанија Хадсон Беј заузима истакнуто место у економској и политичкој историји Канаде. Друштво је регистровано у Енглеској 2. маја 1670, краљевском повељом са задатком да пронађе северозападни пролаз према Пацифику, и да запоседне земље уз Хадсонов залив. Такође да организује било какву трговачку активност у тим крајевима која би могла бити профитабилна.

## Историја
Подручја које су првобитно дата Компанији Хадсон Беј постала је позната као Рупертова земља, то подручје је добило име по принцу Руперту од Палатината, који је био рођак краља Чарлса II. и први гувернер компаније. Границе Рупертове земље никада нису биле јасно дефинисане, али се уобичајно сматрало да се протежу од Лабрадора до Стеновитих планина, уз горњи ток реке Ред Ривер до Увале Честерфилд у Хадсоновом заливу.
Компанија Хадсон Беј се бавила трговином крзном током прва два века свог постојања. Између 1670. и 1680. компанија је основала и изградила велики број својих откупних станица по обалама залива Џејмс и Хадсон.
Већину тих станица заузели су Французи између 1686. и 1713. године, али су оне враћене компанији након склапања Утрехтског мира. Након што је Британија заузела Канаду (1759—1760) компанија је ојачала и проширила своје пословање до Саскачевана где је код Кумберленда отворила своју откупну станицу 1774. године.
До 1783. године појавили су се многи конкуренти Хадсон Бeја, који су се на крају ујединили и основали компанију Норт Вест Kомпани, која је постала велики ривал, па је након тога готово пуних 40 година трајао отворен рат између њих, то је на крају довело и до правих оружаних сукоба (као што је био Масакр код седам храстова). Те сукобе прекинула је британска влада, одлучивши фузионирати та два друштва 1821. године под заједничким именом Хадсон Беј, са правима датим краљевском повељом Компанији Хадсон Беј.

### Златне године
Након спајања компанија је добила ексклузивну лиценцу (монопол) за трговање крзнима на 21. годину (то право је обновљено за исто раздобље 1838. године) по Рупертовој земљи, и суседним Северозападним територијима и уз пацифичку обалу. Хадсон Беј преузео је трговину крзном и по тадашњој ничијој земљи Орегон на Дивљем Западу (на том терену се данас простиру државе Орегон, Вашингтон, Ајдахо, Британска Колумбија, и делови Монтане и Вајоминга).
Повећан прилив америчких колониста, од почетка 1834. године који се наставио и у следећој декади, умањио је позиције компаније, нарочито у јужним деловима те територије где је било више Американаца. Све је то накрају довело до поделе Орегона 1846. између Сједињених Америчких Држава и Велике Британије. И након тога Компанија Хадсон Беј наставила је контролисати трговину у британском делу некадашњег Орегона све до 1858. године. 
У том периоду Компанија Хадсон Беја је имала толику слободу да је била нешто као држава у држави, чак је издавала и властити новац. До увођења властитог новца компанија је у својим трговонским постајама крзном, поред осталих новчаница, користила Мејд бивер.

### Период великих тешкоћа
Почетк седамдесетих година 19. века су биле критичне за Хадсон Беј јер је изгубила монопол на трговину крзнима и од те године па надаље дозвола није обновљена, па су тада бројни независни трговаци ушли у тај посао. Због тог се компанија нашла у проблемима 1870. године па је све своје преостале територије, а то је по величини било готово идентично данашњој Канади (осим приморских провинција, делова Онтарија, Квебека и на самом западу Британске Колумбије), продала канадској влади у замену за тадашњих 300.000 £, али уз право да задржи земљиште око својих продајних станица, и право власништва у сразмери 1/20 % на земљу у плодном појасу, најгушће насељеном дијелу западне Канаде, са ексклузивним правом на минерална богатства на свим тим теренима.
Компанијом се управљало све до 1931. године искључиво из Енглеске, тада је канадски одбор деоничара пренео управљање у Канаду, али је компанија и надаље била одговорна гувернеру и одбору деоничара у Енглеској.

### Компанија Хадсон Беја данас
И у 21. веку Хадсон Беј је остао један од највећих трговаца крзном али је проширио своје пословање на све чиме се могло трговати, од земљишта до сировина, изградивши један од највећих трговачких ланаца на свету. Седамдеситих година 20. века компанија је допунила своју традиционалну трговину ланаца крзна, бројним трговинама и дисконтима за одећу и робу широке потрошње широм Канаде. Тих година је Хадсон Беј ушао и у пословање везано за експоатацију нафте и природног гаса, али је и даље остао укључен у трговину некретнинама и финансијским услугама. Компанију Хадсон Беј је 1979. године купио Рој Херберт Томсон.
Велики дугови у пословању и тешки финансијски проблеми присилили су компанију да распрода своју трговину на канадском северу. И пословање везано за нафту и гас је продато 1980. године. Упркос одржавању трговине крзном 1991, почетком 21. века Компанија Хадсон Беј је остала једна од највећих у Канади, која и даље има бројне робне куће у Канади (Д Беј, Зелерс, Хоум Аутфитс, Лорд & Тејлор итд.).